# Мариинский сквер
Мариинский сквер (рум. Scuarul Maria) расположен в центральной исторической части города Бельцы между улицами Московской (восток), Пушкина (юг) и Садовяну (запад), прилегая к гостинице «Бэлць» на севере, занимая площадь 32 767 м² с внешним периметром в 805 метров.
Называвшийся в советское и постсоветские времена условно Пушкина и позже Парк Андриеш был признан без упоминания советских и постсоветских названий памятником архитектуры и включён под номером 38 в секции Бельцы в перечень памятников Молдовы, охраняемых государством. Строительство каких-либо объектов на его территории не предусмотрено градостроительными документами.

## История закладки и названия

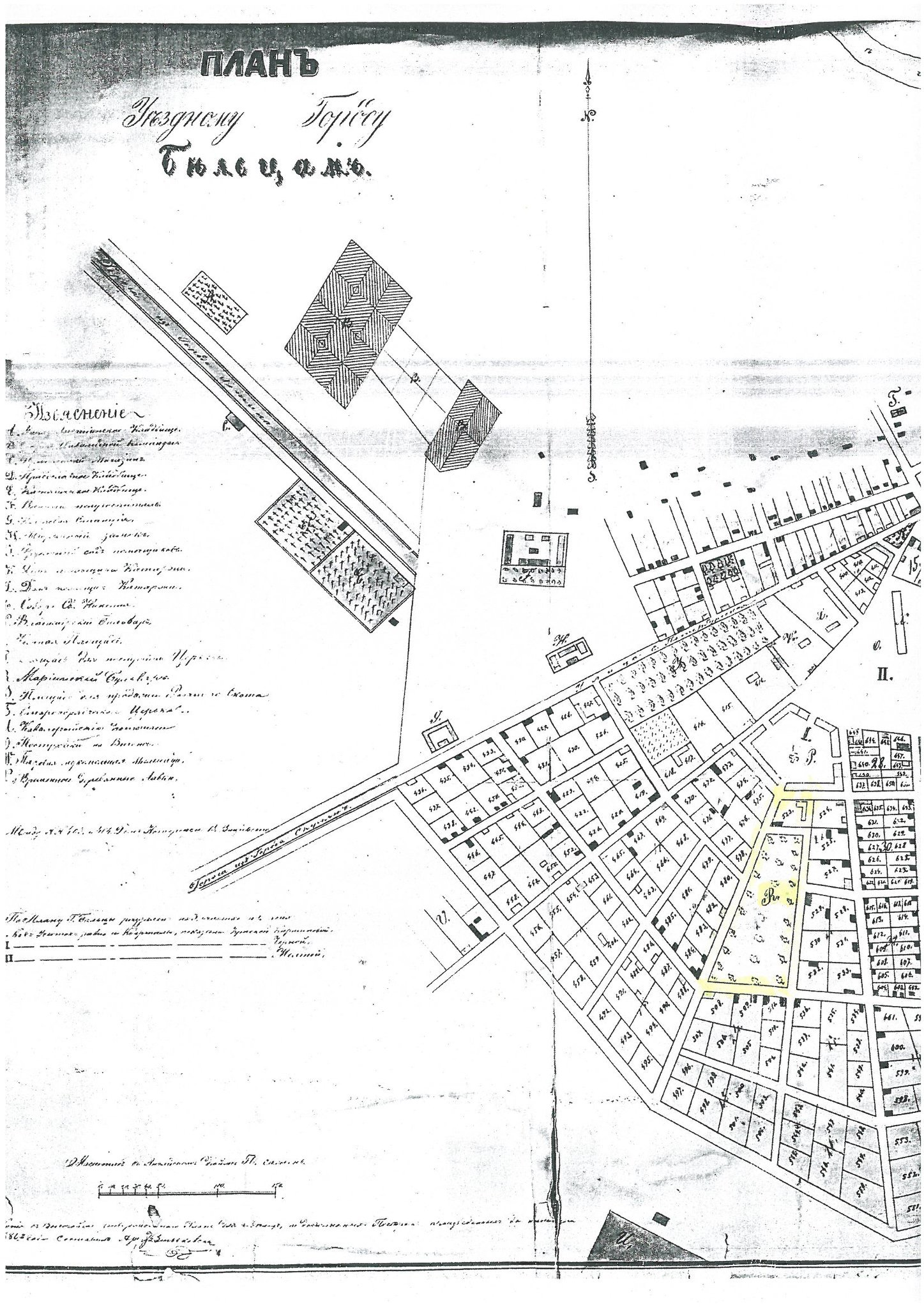
Первый генеральный план города, утверждённый Николаем I 9 февраля 1845 года

Парк как публичный сад французской парковой школы вместе с оранжерей и дорожками правильных геометрических форм был заложен в 1818 году. Расположение сада подтверждается первым генеральным планом города от 1845 года, утверждённым российским императором Николаем I. После остановки в Бельцах императрицы Марии Александровны в 1856 году сад стал именоваться её именем и был сохранен в начальном виде внучкой первой выше упомянутой Марии — Королевой Румынии Марией в период Королевства Румынии.

## Советское время
В советское время, после перехода Бельц под юрисдикцию СССР, не упоминалась связь парка с королевскими домами Европы: Домом Романовых, Гессенским домом, Саксен-Кобург-Готской династии и Гогенцоллернам-Зигмарингенам. Термин публичный сад также перестал использоваться, а парк стали называть «Парком Пушкина». В начале 1960-х в парке начали устанавливать аттракционы, перекрывая геометрическую конструкцию симметричных дорожек парка.
В начале советского периода сильвикультурой парка занимался городской совет, постепенно парковая культура в парке пришла в упадок, кустарники и деревья не будучи регулярно подрезаемыми. В 2018 была предпринята попытка Примэрией Бельц полностью срубить несколько деревьев, хотя регулярное подрезание растений, соответствующее исконному типу парка — регулярного парка французской парковой школы, не было предпринято до сегодняшнего дня.
В конце 1980-х годов с тыльной стороны парка (улица Московская) было построено здание Бельцкого отделения КГБ в стиле социалистического реализма.

## Постсоветское время
Эпоха независимой Молдовы характерна для парка продолжением деградации сильвикультуры, исчезновением исторических симметрических пешеходных дорожек, в частности круговой дорожки, которую перекрыли многочисленные рестораны.
Более 6 гектаров всех бельцких парков находятся, в обход публичного тендера, в собственности частных владельцев увеселительных заведений, при том что в бюджет Примэрии Бельц поступают незначительные суммы за аренду площадей.
В парке построили 4 ресторана и кафе. Хотя государственная инспекция в 2015 году приостановила строительные работы, последнее четвёртое двухэтажное здание завершено.
Другое двухэтажное здание ресторана «Малыш» принадлежит жене члена муниципального совета «Нашей партии» Владимира Гула, являющимся одновременно председателем Консультативной комиссии в этой области и членом Городского совета Бельц, исследующего предложения компаний о строительстве в городе. Земельный участок площадью 0.0294 га, на котором находится кафе «Малыш», принадлежащий семье Гула компания приобрела всего за 4647 MDL (240 EUR).
Разрешения на строительство в парках выданы разными примарами, в том числе Василием Панчуком и Ренато Усатым.